# Iside svelata
Iside svelata è il primo monumentale libro scritto dalla teosofa russa Helena Petrovna Blavatskij, con l'intento di svelare i più profondi misteri e retroscena spirituali dell'evoluzione umana.
Da lei dedicato alla Società Teosofica, fu pubblicato due anni dopo la fondazione di quest'ultima, il 29 settembre 1877 a New York, in due volumi. La prima edizione in 1000 copie andò esaurita in pochi giorni, e si dovette procedere in poco tempo a delle ristampe. Il suo immediato successo suscitò nel vasto pubblico un vivo interesse per la teosofia e le tematiche dell'occultismo.

## Contenuto
(H.P. Blavatsky, prefazione)
Con quest'opera la Blavatsky si proponeva di riportare in auge il nucleo sapienziale di antichi misteri celebrati sin dagli albori dell'umanità ma andati perduti nel corso della storia, dissotterrandoli dall'oblio e ripresentandoli in forme nuove. 
Si trattava di un richiamo alla nozione rinascimentale della prisca theologia, ossia di quella filosofia perenne della «Religione-Saggezza» donata agli uomini sin da tempi primordiali, e sempre rimasta identica a se stessa nonostante il mutare delle epoche.

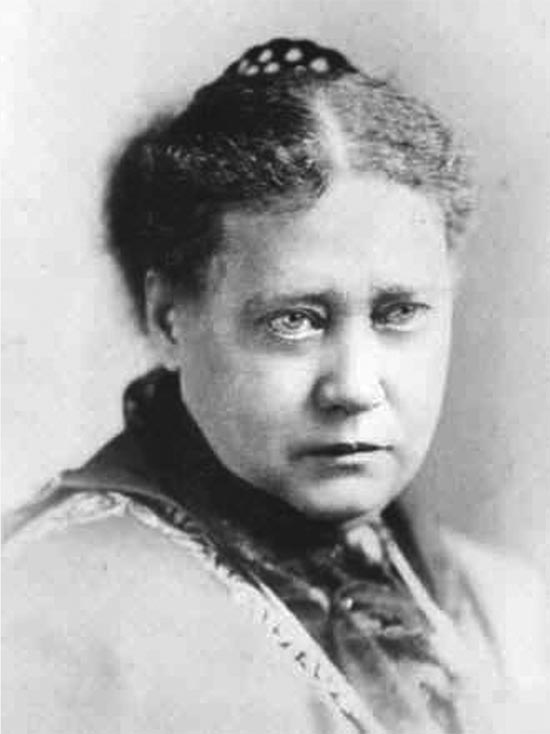
La Blavatskij negli anni della stesura di Iside svelata (1875-76)

Gran parte del contenuto di Iside svelata sarebbe stato telepaticamente ispirato da due appartenenti a una confraternita occulta di maestri spirituali o mahatma, ossia Koot Humi e Morya, che secondo il colonnello Olcott, stretto collaboratore della Blavatsky, le avrebbero ordinato di scrivere sotto dettatura le proprie percezioni chiaroveggenti, «copiando sul foglio quello che lei vedeva».
Il titolo dell'opera allude al velo di Iside, dea egizia della magia e dei misteri, perennemente occultata da una copertura di parvenze e illusioni che occorre sollevare. Il titolo originale avrebbe dovuto essere effettivamente Il velo di Iside, ma per esigenze editoriali dovute all'omonimia con un altro libro già esistente venne modificato.
(HPB, dalla prefazione a Iside svelata)
Che una sapienza universale comune a tutte le religioni («teosofia») fosse ancora valida e andasse riscoperta fu tra le maggiori cause del successo editoriale del libro.
Per liberare il pensiero umano dalle superstizioni dei secoli, occorreva dunque superare l'arroganza della scienza e gli inganni della teologia: Olcott fece pertanto dividere l'opera in due volumi che trattassero separatamente entrambi gli argomenti. Ognuno dei due volumi è a sua volta diviso in due parti.

### Primo volume: «Scienza»
1. Vecchie cose con nomi nuovi
2. Fenomeni e forze
3. Ciechi che guidano i ciechi
4. Teorie relative ai fenomeni psichici
5. L'etere o Luce «Astrale»
6. Fenomeni psicofisici
7. Gli elementi, gli elementali e gli elementari
8. Alcuni misteri della natura
9. Fenomeni ciclici
10. L'uomo interiore e l'uomo esteriore
11. Portenti psicologici e fisici
12. L'«abisso invalicabile»
13. Realtà e illusione
14. La sapienza egiziana
15. L'India, culla della razza

Il primo volume tratta dei fondamenti scientifici delle dottrine teosofiche e dell'esoterismo. Prende inizialmente in esame il percorso delle scienze naturali contemporanee, da Charles Darwin a Thomas Henry Huxley, la cui impostazione materialistica viene fortemente criticata dalla Blavatsky. 
Vengono poi discussi insegnamenti alternativi come lo spiritismo, il mesmerismo e la kabbalah, da lungo tempo assertori di forze nascoste insite nella natura, e che dimostrano come gli antichi disponessero di conoscenze rimaste ignote alla scienza moderna. Vengono trattati gli elementali, i fenomeni psichici, e l'interiorità umana.
L'autrice espone quindi una sorta di cosmologia esoterica in un connubio di scienza e spiritualità che spazia dalla filosofia all'antropologia alle religioni, dando prova di una vasta capacità di erudizione.
Le leggi eterne del cosmo, improntate ad un emanazionismo di stampo neoplatonico, sono articolate in sette princìpi fondamentali. L'opera sembra inoltre adottare una visione ciclica della storia, secondo la quale l'umanità avrebbe precedentemente raggiunto un livello di sviluppo superiore a quello attuale. 
Il nucleo delle conoscenze più autentiche e originarie vengono fatte risalire all'India e all'antico Egitto, qui trasmesse a loro volta dai sopravvissuti di Atlantide che, dopo la caduta del loro continente, sarebbero approdati su di un'isola collegata a varie parti del mondo da un sistema di cunicoli. 
Si rende ragione in tal modo della continuità tra l'antica cultura indo-ariana e la moderna civiltà occidentale.

### Secondo volume: «Teologia»
Il secondo volume tratta di aspetti teologici e religiosi da un punto di vista critico. Sin dall'inizio l'autrice dichiara di voler «gettare il guanto» alla Chiesa cattolica, il cui fideismo dogmatico, ostacolando la conoscenza spirituale, avrebbe aperto la strada al materialismo.
(«Teologia», cap. 6, Origine del simbolo-pesce di Vishnu)
1. La Chiesa: dov'è?
2. Delitti cristiani e virtù pagane
3. Divisione fra gli antichi cristiani
4. Cosmogonie orientali e documenti biblici
5. Misteri della cabala
6. Dottrine esoteriche del buddhismo parodiate dal cristianesimo
7. Prime eresie cristiane e società segrete
8. Gesuiti e massoni
9. I Veda e la Bibbia
10. Il mito del diavolo
11. Risultati comparati del buddhismo e del cristianesimo
12. Conclusioni e illustrazioni

Sarebbero state così rinnegate le origini pagane e orientali dell'antica sapienza cristiana (rimaste ad esempio nei Sortes Sanctorum), come testimoniato dalle persecuzioni contro gli gnostici, i cabbalisti, e successivamente i templari.
Un capitolo a parte è riservato ai gesuiti, i quali, a partire dalla loro fondazione, avrebbero infiltrato la Chiesa cattolica Romana fino ad asservirla al proprio immenso potere, stringendo inoltre contatti segreti con diversi ordini massonici. La stessa massoneria avrebbe smarrito in gran parte la sua missione e il suo carattere esoterico.
Anche il valore della spiritualità ebraica sarebbe in realtà derivato, attraverso gli egiziani, dagli indo-ariani. Vengono inoltre sottolineate le somiglianze del cristianesimo con lo zoroastrismo ed il culto di Mitra.
Nel complesso, fra le varie religioni, le più pure vengono ritenute l'induismo e il buddismo mahayana, per il vantaggio di essersi sviluppate geograficamente vicino all'Himalaya, dove la Blavatsky individua l'origine dell'autentica dottrina universale, contenente in nuce le conoscenze segrete di tutti i popoli.
Nell'ultimo capitolo viene infine tratteggiato un resoconto in 10 punti delle tesi esposte.
- in natura non esistono miracoli in cui credere fideisticamente, perché tutto avviene secondo una legge immutabile;
- vi sono tre livelli di esistenza nella natura, uno visibile e manifesto, un secondo invisibile che vi apporta il principio vitale, e un terzo spirituale, fonte dei due precedenti;
- anche l'essere umano è tripartito in corpo fisico, anima astrale, e spirito immortale;
- la magia non è altro che scienza applicata alla conoscenza dei suddetti principi;
- la magia rivolta a fini benevoli è sapienza, se male applicata diventa stregoneria;
- il medium, che subisce passivamente gli influssi di potenze estranee, è l'opposto dell'adepto, il quale viceversa le domina;
- l'adepto può conoscere coi propri sensi superiori tutto ciò che fu, è, o sarà, in quanto registrato negli archivi della luce astrale;
- le differenze tra le razze umane sono da ricondurre non solo a qualità fisiche, ma anche di natura spirituale, per cui certune sono più propense alla medianità e persino alla stregoneria;
- una delle capacità degli adepti consiste nel saper estrarre deliberatamente la forma astrale interiore dall'esteriorità fisica, mentre nei medium questo avviene in modo inconscio e involontario;
- la pietra angolare della magia è un'intima conoscenza pratica delle forze del magnetismo e dell'elettricità.[13]

## Ricezione postuma
Secondo Bruce F. Campbell e Nicholas Goodrick-Clarke, Iside svelata è una pietra miliare nella storia dell'esoterismo occidentale, un libro nel quale la Blavatsky raccolse e reinterpretò in modo originale una serie di temi centrali della tradizione occulta, alla luce dei più recenti sviluppi della scienza e delle conoscenze acquisite nel campo delle fedi orientali. Richiamandosi ad una filosofia perenne, aveva operato una riunificazione di scienza e religione offrendo come modello di un loro terreno d'incontro la dottrina di Platone. Per il successo dell'opera, la Blavatsky fu la prima donna russa a ricevere nel 1878 la cittadinanza americana onoraria.
Larga parte degli studiosi odierni la considera tuttora una pietra miliare di tale genere editoriale in Occidente.
Ciononostante, furono sollevati diversi dubbi sul fatto che una donna priva di vasta cultura oltre che di esperienza letteraria potesse disporre di una conoscenza di argomenti così ampia. L'opera, che secondo il colonnello Olcott era stata ispirata in realtà da maestri ascesi, fu così oggetto di aspre critiche di plagio, in particolare da parte di William Emmette Coleman, in quanto accusata di aver fatto ricorso ad ampie copiature di alcuni dei libri di occultismo più diffusi all'epoca.
Oltre a questo, a seguito del trasferimento della Società Teosofica in India, le successive opere della sensitiva russa furono viste dai lettori come una parziale ritrattrazione di Iside svelata, in contrasto con quest'ultima. Le affermazioni sulla reincarnazione e della coesistenza nell'essere umano di corpo, anima e spirito furono ritenute in contraddizione con la dottrina esposta nei nuovi libri, secondo la quale l'uomo pur reincarnandosi sarebbe formato da sette corpi differenti. L'articolo Theories about Reincarnation and Spirits fu il primo a smentire tale tesi. Nella Chiave della teosofia, la concezione septiforme dello spirito viene presentata come un affinamento della concezione triadica, che l'Occidente cristiano aveva ereditato da san Paolo.
In essa precisò:
(Helena Blavatsky, La Chiave della Teosofia)
Nel volume La Dottrina Segreta del 1888, la Blavatsky ribadì la correttezza delle sue affermazioni circa la reincarnazione e la sostanza dell'uomo già espresse all'interno di Iside svelata, attribuendo le incomprensioni dei lettori e le presunte contraddizioni ad una serie di descrizione semplificate introdotte nelle opere posteriori.

## Edizioni in Italia
La prima traduzione italiana di Iside Svelata risale agli anni cinquanta, quando apparve in quattro volumi a cura di Edoardo Bratina per la casa editrice Sirio di Trieste, appartenente alla Società Teosofica Italiana di cui egli sarebbe divenuto presidente dal 1971 al 1995.
Una nuova edizione fu pubblicata dalla casa editrice Armenia di Milano nel 1980.